# 艾尼·克力莫夫
艾尼·克力莫夫（1922年—1949年8月27日）维吾尔族，新疆伊宁人。三区革命参加者，革命烈士。

## 生平
1944年，艾尼·克力莫夫参加三区革命。1949年8月，中共中央派代表鄧力群赴新疆省，面见三區革命方面的新疆保卫和平民主同盟主席阿合買提江·哈斯木，遞交了毛澤東发給三區人民政府的電函，電函邀請三區方面派出5名代表參加即将召开的中國人民政治協商會議第一届全体会议。三區革命政府乃派出阿合買提江·哈斯木等5名代表，艾尼·克力莫夫等3人作为随员参加代表团。8月22日，5人代表团及随员3人自伊宁启程，经苏联赴北平。1949年8月27日，三區方面代表乘坐的飛機在苏联伊爾庫茨克至扎巴依喀勒山附近，离外贝加尔湖不远的地方（今外貝加爾邊疆區），因氣候惡劣而撞山墜毀，包括艾尼·克力莫夫在内的機上全体17名人員遇難。
中华人民共和国成立后，艾尼·克力莫夫被追认为革命烈士。